# ویکتور کوسنکو
ویکتور کوسنکو (اوکراینی: Віктор Степанович Косенко؛ ۲۳ نوامبر ۱۸۹۶ – ۳ اکتبر ۱۹۳۸) آهنگساز، و نوازنده پیانو اهل امپراتوری روسیه بود.
وی همچنین برندهٔ جوایزی همچون نشان پرچم سرخ کار شده‌است.